# Василий (Паскье)
Архимандри́т Васи́лий (в миру Пьер Мари́ Даниэ́ль Паскье́, фр. Pierre Marie Daniel Pasquiet; 24 марта 1958, Шоле, департамент Мен и Луара, Франция) — архимандрит Русской православной церкви, наместник Свято-Троицкого мужского монастыря в Чебоксарах, председатель комиссии по канонизации святых Чебоксарской епархии. Почётный гражданин города Алатыря (2010).

## Биография
Родился 24 марта 1958 года в городе Шоле (западная Франция) в глубоко верующей католической семье и был седьмым из девяти детей. В 1965 года поступил в начальную школу. В 1967 году потерял мать. Десятилетним мальчиком помогал в храме священнику во время воскресных богослужений и в свою чреду на повседневных ранних литургиях до школы, а в свободное время подрабатывал у отца в конторе в качестве курьера. В 1970 году поступил в общеобразовательный колледж.
В последний год учёбы он много ходил по монастырям, посещал дома инвалидов, детские дома, чувствуя интерес к природе, занимался экологией. В 1976 году, закончив общеобразовательный колледж со специальным уклоном биологии и природоведения, ушёл из дома для работы на ферме и поступил в сельхозтехникум города Кастельнодари, на юге Франции. В то время Пьер начал знакомиться с православной литературой благодаря деятельности послереволюционной русской эмиграции, жившей в то время во Франции. Его привлекло православное богословие, и у него сложилось новое мировоззрение.
В 1978 году поступил в греко-католическую общину «Богоявления» города Лиму на юге Франции, где нёс послушание помощника заведующего фермой. В 1979 году окончил сельхозтехникум, по специальности: земледелие, животноводство, экономика. В армии не служил по религиозным убеждениям. Готовился к постригу в монашество.
6 августа 1980 года принял постриг с именем Василий, в честь святителя Василия Великого, и в том же году был переведён в греко-католический монастырь «Иоанна Предтечи в Пустыне» в Иерусалиме.
Осенью 1980 года встретился с православный Патриархом Иерусалимским Венедиктом, который предложил отцу Василию присоединиться к православию. Присутствовал на погребении Патриарха Венедикта, умершего в том же году. После выборов нового Патриарха Диодора, побывав у него на приёме, желание отца Василия стать православным окрепло.
В 1981—1986 годах учился в Духовном училище при монастыре «Иоанна Предтечи в Пустыне» с курсом философии, 1984—1987 годах заочно учился в Православном Богословском институте имени преподобного Сергия в Париже, но обучение не закончил.
В 1987 году после попытки покинуть монастырь с целью принять православие, начальство монастыря послало монаха Василия на монастырское подворье во Франции для поднятия сельского хозяйства. В 1988 году окончил курсы повышения квалификации по сыроварению.
20 января 1990 года возвратившись в Иерусалим, был хиротонисан во иеродиакона архиепископом Тарским Лутфи Лахамом, патриаршим викарием Мелькитской грекокатолической Церкви. Будучи на послушании гостинника в монастыре «Иоанна Предтечи в Пустыне», встречал много архиереев Русской православной церкви, в том числе митрополита Ленинградского Алексия (Ридигера), митрополита Ставропольского и Бакинского Гедеона (Докукина), архиепископа Костромского и Галичского Александра (Могилёва) и архиепископа Чебоксарского и Чувашского Варнаву (Кедрова). Последний помог ему принять твёрдое решение. После того, в октябре 1993 года, покинул Греко-католический монастырь «Иоанна Предтечи в Пустыне» в Иерусалиме и нашёл убежище в Русском Горненском женском монастыре, где, при помощи иеромонаха Марка (Головкова), написал прошение Патриарху Московскому и Всея Руси Алексию II, о принятии в общение с Русской православной церковью.
Приехав в Россию в 1993 году, совершил паломничество по святым местам. Встретился со старцем Николаем Гурьяновым.
9 января 1994 года прибыл в Москву и 15 марта 1994 года принят в каноническое общение с Православной церковью по благословению Патриарха Алексия II. С того дня иеродиакон Василий являлся клириком Московского Патриархата. Василию разрешили во время службы читать ектеньи на французском языке, так как он не знал церковнославянского.
С 18 апреля 1994 года по 31 августа 1994 года проходил иноческое послушание в Псково-Печерском монастыре.
Осенью 1994 года, по благословению Патриарха Московского и всея Руси Алексия II, прибыл в Чебоксарско-Чувашскую епархию в распоряжение архиепископа Чебоксарского и Чувашского Варнавы (Кедрова), который 12 сентября 1994 года назначил иеродиакона Василия на должность диакона к храму Рождества Христова села Никулино Порецкого района Чувашской Республики.
15 мая 1995 года был хиротонисан во иеромонаха архиепископом Чебоксарским и Чувашским Варнавой и назначен вторым священником, а 6 октября 1995 года настоятелем того же храма.
25 июля 1996 года определением архиепископа Варнавы был освобождён от должности настоятеля церкви Рождества Христова села Никулино Порецкого Района Чувашии и назначен насельником и благочинным Свято-Троицкого мужского монастыря города Алатырь Чувашской Республики.
По благословению Патриарха Московского и Всея Руси Алексия II, 30 марта 1997 года архиепископом Чебоксарским и Чувашским Варнавой (Кедровым) на отца Василия был возложен золотой наперсный крест. 26 апреля 1998 года он был возведён в сан игумена.
13 мая 1998 года указом президента Российской Федерации Б. Н. Ельцина получил российское гражданство. 15 мая того же года вручен Российский паспорт паспортно-визовой службой МВД Чувашии.
30 сентября 1998 года назначен архиепископом Чебоксарским и Чувашским Варнавой на должность эконома Алатырского Свято-Троицкого мужского монастыря.
23 ноября 1998 года указом архиепископа Чебоксарского и Чувашского Варнавы (Кедрова) освобождён от должности эконома Алатырского Свято-Троицкого мужской монастыря и без отчисления из числа братии мужского монастыря назначен старшим священнослужителем Алатырского Киево-Николаевского Новодевичьего монастыря.
19 мая 2003 года Указом митрополита Чебоксарского и Чувашского Варнавы (Кедрова) освобождён от должности священника Алатырского Киево-Николаевского Новодевичьего монастыря и назначен настоятелем церкви Иверской иконы Божией Матери города Алатырь, для восстановления этого храма.
При содействии игумена Василия оживилась культурная и духовная жизнь в Алатыре. Игумен Василий был одним из организаторов проведения «Дней славянской письменности и культуры» и «Дней семьи», которые уже в течение нескольких лет проходят в городе с участием представителей культуры и образования различных регионов России и духовенства Алатырского благочиния.
Отец Василий вместе с приходом и воскресной школой также ежегодно активно участвовал в организации и проведении съезжего приходского благотворительного рождественского праздника «Дары волхвов» и праздника Пасхи, где особое внимание уделяется детям из неблагополучных, неполных семей, детям-сиротам.
Игумен Василий часто выступал перед различной аудиторией. Он просто и доступно говорил о православии, как источнике духовности и развития личности, о том, как изменяют облик города восстановленные храмы, как меняются люди. В течение почти 15 лет он сотрудничал с учреждениями культуры по реализации различных культурно-просветительских проектов, по духовно-нравственному развитию личности, формированию патриотизма и гражданской ответственности.
В ноябре 2009 года назначен исполняющим обязанности наместника Чебоксарского Свято-Троицкого мужского монастыря. 25 декабря того же года назначен Священным Синодом Русской православной церкви на должность наместника данного монастыря.
С декабря 2009 года — председатель Епархиальной Комиссии по канонизации святых.
22 июля 2010 гоад собранием депутатов города Алатырь одобрена инициатива жителей города, прихода храма Иверской иконы Божией Матери, общественной организации «Центр русской культуры Чувашской Республики», администрации женской колонии о присвоении в этом году звания «Почетный гражданин города Алатыря» игумену Василию (Паскье).
26 апреля 2011 года в Чебоксарском Свято-Троицком мужском монастыре митрополитом Варнавой (Кедровым) возведён в сан архимандрита.
30 мая 2024 года шесть священнослужителей Северо-Африканской епархии из Камеруна, Кот-д’Ивуара, Центральноафриканской Республики, Габона, Бенина и Буркина-Фасо прибыли в Чебоксары для стажировки в Свято-Троицком мужском монастыре на французском языке под руководством архимандрита Василия.

## Награды
- Палица (22 мая 2003)
- Архиерейская грамота (16 января 2005, в связи с освящением храма)
- Крест с украшениями (29 апреля 2006)
- Почётная Грамота Министерства культуры, по делам национальностей, информационной политики и архивного дела Чувашской Республики (13 марта 2008, «за многолетнюю плодотворную работу по формированию духовно-нравственных ценностей общества, весомый вклад в восстановление православной церкви Иверской иконы Божией Матери года Алатырь»)
- Архиерейская грамота (24 марта 2008, в связи с пятидесятилетием)
- Орден великомученика Феодора Стратилата, покровителя града Костромы (27 марта 2008, Костромская епархия, награждён Архиепископом Костромским и Галичским Александром)
- Серебряная Медаль «За вклад в развитие уголовно-исполнительной системы России» (3 февраля 2009, «за духовное окормление и строительство храма в исправительной колонии № 2 города Алатырь Чувашской Республики»)
- Почётный гражданин города Алатыря (22 июля 2010)[2]
- Юбилейная медаль «В память о 550-летии города Чебоксары» (23 августа 2019)[5]